# Astragalus ermineus
Astragalus ermineus är en ärtväxtart som beskrevs av Victoria Ann Matthews. Astragalus ermineus ingår i släktet vedlar, och familjen ärtväxter. Inga underarter finns listade i Catalogue of Life.